# انکار کشتار نانجینگ

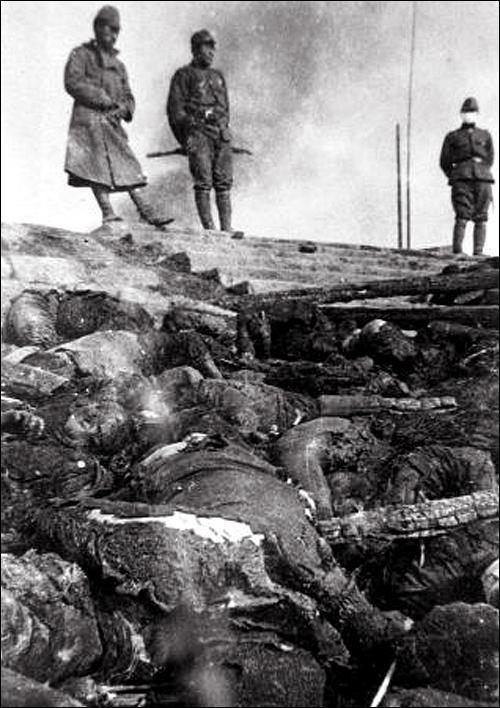
تصویری از سربازان ژاپنی که سربازان و غیرنظامیان چینی را در امتداد رودخانه یانگ‌تسه قتل‌عام کردند و کشته‌شدگان را سوزاندند. نانجینگ، چین، سال ۱۹۳۷.

انکار کشتار نانجینگ دیدگاهی است که منکر حقیقت داشتن قتل چند صد هزار نفر از سربازان و غیر نظامیان چینی در طول جنگ دوم چین و ژاپن توسط نیروهای امپراتوری ژاپن است. این بحث به موضوعی بسیار مناقشه انگیز در روابط چین و ژاپن تبدیل شده‌است.
برخی از مورخان یافته‌های دادگاه توکیو را با توجه به دامنه و ماهیت جنایات انجام شده توسط ارتش امپراتوری ژاپن در نبرد نانجینگ قبول دارند، در حالی که دیگران در ژاپن در مورد میزان و ماهیت کشتارها بحث می‌کنند، از طریق انکار کشتار در چین بخشی از عدم تمایل کلی ژاپن به پذیرش و عذرخواهی برای تجاوز به این کشور یا عدم حساسیت قابل توجه در مورد قتلها مشاهده می‌شود. برآورد تعداد کشته شدگان بسیار متفاوت و از ۴۰٬۰۰۰ تا ۲۰۰٬۰۰۰ متغیر است. برخی از محققان، به ویژه تجدیدنظرطلبان در ژاپن، ادعا کرده‌اند که تعداد واقعی کشته‌ها بسیار کمتر است، یا حتی این واقعه کاملاً بازتولید شده و هرگز رخ نداده‌است. این گزارش‌های تجدیدنظرطلبان تاریخ از قتل‌ها تبدیل به اصلی‌ترین گفتمان ملی گرایان ژاپنی شده‌است.